# Moriles
Moriles è un comune spagnolo di 3 730 abitanti situato nella comunità autonoma dell'Andalusia.

## Storia
La storia della regione risale all'epoca preromana. L'attuale borgo nacque nella seconda metà del XVIII secolo dalla fusione di diversi piccoli villaggi. Il villaggio si chiamava “Zapateros” e faceva parte del comune di Aguilar de la Frontera. Nel 1912 si separò da Aguilar e divenne un comune autonomo con il nome di "Moriles".